# Le Revenant (film, 1903)
Le Revenant byl francouzský němý film z roku 1903. Režisérem byl Georges Méliès (1861–1938). Film trvá necelé tři minuty. Ve Spojených státech vyšel pod názvem The Apparition, or Mr. Jones' Comical Experience With a Ghost a ve Spojeném království jako The Ghost and the Candle.

## Děj
Postarší muž se snaží v hotelové místnosti číst noviny, ale svíčka se od něj samovolně pohybuje na stole. Poté, co se svíčka zvětší a zase zmenší, se muž rozhodne sednout si na druhý konec stolu. Svíčka se k němu sice přiblíží, ale tak blízko že kvůli ní shoří noviny. Z ohně se vynoří žena, která se krátce nato přemění v nehmotného ducha, kterého se muž neúspěšně pokouší zasáhnout. Místo toho se mu podaří rozbít podnos s jídlem, který mu donesla pokojská, čímž rozesměje hotelový personál.